# Great Hormead
Great Hormead – wieś w Anglii, w hrabstwie Hertfordshire. Leży 19 km na północny wschód od miasta Hertford i 51 km na północ od centrum Londynu.